# Купа, Эжен-Поль
Эже́н-Поль Купа́ (фр. Eugène-Paul Coupat MEP, 8 июня 1842 года, Франция — 26 января 1890 года, Чунцин, Китай) — католический прелат, епископ Чунцина, апостольский викарий Восточного Сычуаня с 20 февраля 1883 года по 26 января 1890 год, миссионер, член миссионерской организации «Парижское общество заграничных миссий».

## Биография
В 1864 году вступил в миссионерскую организацию «Парижское общество заграничных миссий». 15 июня 1867 года был рукоположён в священника, после чего его отправили на миссию в Китай.
15 сентября 1882 года Римский папа Лев XIII назначил его титулярным епископом Тагасты и вспомогательным епископом апостольского викариата Восточного Сычуаня. 31 декабря 1882 года состоялось рукоположение Эжена-Поля Купа в епископа, которое совершил апостольский викарий Южного Сычуаня епископ Жюль Лепле.
20 февраля 1883 года Римский папа Лев XIII назначил Эжена-Поля викарием апостольского викариата Восточного Сычуаня.
Скончался 26 января 1890 года в Чунцине.